# Feketehalmi csata
A feketehalmi csata a Rákóczi-szabadságharc egyik összecsapása, mely 1704. április 13-án zajlott a Brassótól nyugatra fekvő Feketehalom közelében. A csatában a Henter Mihály által vezetett székely felkelők súlyos vereséget szenvedtek a császári csapatoktól.

## Előzmények
1704 elejére Erdély legnagyobb része a kurucok ellenőrzése alá került, csak néhány jól kiépített és császári katonasággal felszerelt vár maradt az osztrákok kezén. A császári csapatok erdélyi főparancsnoka, Jean Rabutin Nagyszebenbe szorult, ahonnan csapatait az éppen erre legjobban rászoruló vár őrségének megsegítésére indította. Ilyen volt az 1704. január végén Székelyudvarhely felmentésére indított akciója is, melyet báró Johann Karl Tige ezredes vezetett. Amire a császári felmentő sereg megérkezett, az őrség már feladta a várat, többségük csatlakozott is a kurucokhoz. Tige ezután visszavonult a túlerő elől, ám január 28-án mégis összecsapott a székely felkelőkkel. A felszereletlen és tapasztalatlan székelyek hússzoros számbeli túlerejük ellenére a holdvilági csatában súlyos vereséget szenvedtek. Tige ezután elfoglalta az elhagyott Székelyudvarhelyt, majd a nagy pusztítást vitt véghez a Székelyföldön. Csak a Kolozsvárnál megjelenő újabb kuruc csapatok hírére vonult vissza Nagyszebenbe.

## A csata
A csatáról nagyon kevés információ maradt fenn, még napjának megállapítása is nehézségekbe ütközött. Cserei Mihály krónikája szerint a feketehalomi csatát előbb vívták, mint a holdvilágit (január 28.), míg Markó Árpád  és az ő nyomán Bánlaky József azt néhány nappal a holdvilági utánra helyezi. Modern kutatók az időpontot jóval későbbre, április 13-ára datálják.

### A szemben álló felek
A csatát övező bizonytalanságok a résztvevők létszámára is kiterjednek. Markó  szerint a Graven ezredes által irányított császári sereg néhány száz, a Henter Mihály vezette kuruc pedig néhány ezer főből állhatott.

### A csata lefolyása
Graven ezredes lovassága a Barca völgyében vonult Háromszék vármegye felé, amikor Brassótól nyugatra, Feketehalom mellett találkozott a Henter vezette székely felkelőkkel. A császáriak a patak partján álltak fel és puskatüzükkel visszaverték a kuruc támadást. Graven szerb lovasai üldözőbe vették a menekülőket és nagy pusztítást végeztek közöttük. A korábbi kuruc portyák megtorlása miatt a császáriakhoz sok szász és román helyi lakos is csatlakozott, akik kegyetlenül elbántak a menekülő felkelőkkel.

### Veszteségek
A csata veszteségei is ismeretlenek. Cserei krónikája szerint a felkelők közül több százan estek el, míg a császáriak közül senki.

## Következmények
A vereség után Henter megmaradt csapataival Havasalföldre menekült, míg a császáriak Háromszék falvait és a barcasági kastélyokat kirabolva gazdag zsákmánnyal tértek vissza Nagyszebenbe.

## Kapcsolódó szócikk
- Holdvilági csata